# Теракт в Урумчи (1997)
Террористический акт в Урумчи произошёл 25 февраля 1997 года, целью атаки террористов стали три городских автобуса и железнодорожный вокзал.

## Ход атаки
25 февраля 1997 года в городе Урумчи сдетонировали три заминированных автобуса с пассажирами. Маршруты № 2,10 и 44 попали под удар. Девять пассажиров погибли (включая троих детей), ещё 74 получили ранения. Террористы начинили взрывчатку поражающими элементами (подшипниками, гвоздями и шурупами), что и привело к такому большому количеству раненых. Была также и четвёртая бомба, которая по неизвестным причинам не взорвалась на железнодорожном вокзале Урумчи.